# Hart Island
Hart Island, manchmal auch als Hart’s Island bezeichnet, ist eine kleine, zu New York City gehörende Insel am westlichen Ende des Long Island Sounds. Ihre Fläche beträgt 0,531 km². Sie ist ungefähr 1,5 km lang und 400 m breit und liegt nördlich von City Island in der Gruppe der Pelham-Inseln. Die Insel ist der östlichste Teil des Stadtbezirks Bronx, auf ihr befindet sich ein Armenfriedhof. Die Insel darf von der Öffentlichkeit nicht regulär betreten werden. Laut der Volkszählung aus dem Jahre 2000 leben dort keine ständigen Bewohner.

## Geschichte
Mitte des 19. Jahrhunderts hieß die Insel Lesser Minneford Island. Die Insel war Teil eines etwa 3700 Hektar großen Besitzes, der von dem Arzt Thomas Pell (dem Bruder des Mathematikers John Pell) den örtlichen Indianern im Jahre 1654 abgekauft wurde. Im Jahre 1868 kaufte die Stadt New York die Insel von der Familie Hunter aus der Bronx für 75.000 Dollar.
Der Ursprung des gegenwärtigen Namens liegt im Dunkeln. Nach einer modernen Sage heißt es, dass eine Frau namens Mrs. Hart, eine kinderlose Witwe, Lesser Minneford Island geerbt hatte und die Insel der Stadt New York oder dem Bezirk spendete und dass die Insel nach ihr benannt wurde, was allerdings der Tatsache widerspricht, dass die Insel von der Stadt New York gekauft wurde. Auf Hart Island befand sich ein Kriegsgefangenenlager der Union während des Sezessionskrieges, eine Nervenheilanstalt, ein Krankenhaus für Tuberkulosekranke und eine Schule für Jungen.

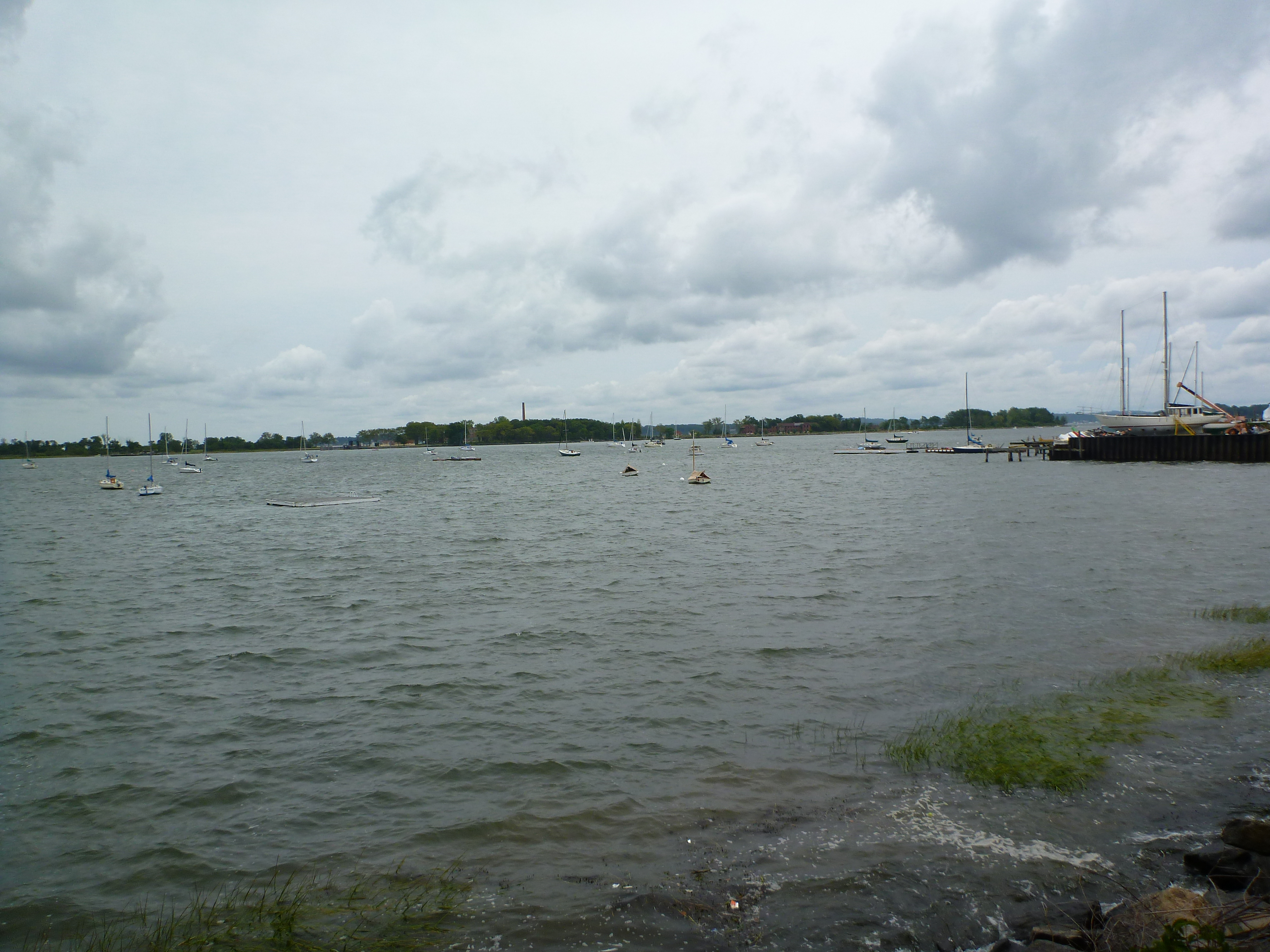
Hart Island von City Island

## Potter’s Field
Auf Hart Island befindet sich ein etwa 18 Hektar großer Armenfriedhof (Potter’s Field), einer der bekanntesten seiner Art in den USA und der größte weltweit. Der Friedhof wurde im Jahr 1868 gegründet. Auf dem Gelände sind mehr als eine Million Tote bestattet. Etwa 25 pro Woche und 1500 pro Jahr kommen hinzu, viele von ihnen Säuglinge, Totgeborene oder Obdachlose. Im Zuge der Aidskrise in den 1980er- und 1990er-Jahren wurden auf Hart Island mehrere Tausend an Aids Verstorbene bestattet, sei es, weil Angehörige nicht ausfindig gemacht werden konnten, Familien die Totenfürsorge ablehnten oder Bestattungsunternehmen Aidstote ablehnten. Als Totengräber werden Häftlinge der nahegelegenen Gefängnisinsel Rikers Island eingesetzt. Die Toten werden in Gräben beerdigt, die von gering bezahlten Strafgefangenen ausgehoben wurden. Kleinkinder werden in Särge von der Größe eines Schuhkartons gelegt, die gestapelt werden zu je fünf Särgen hoch und je 20 Särgen breit. Erwachsene beerdigt man in einfachen, kistengleichen Kiefernsärgen, die drei Särge hoch und zwei Särge quer gestapelt werden. Das Potter’s Field wird außerdem dazu genutzt, amputierte Körperteile in Schachteln mit der Aufschrift „limbs“ (Gliedmaßen) beizusetzen. Bei den Beerdigungen gibt es keinerlei Zeremonien und es werden auch keine individuellen Markierungen aufgestellt. Die Identität der Toten, Alter, Sterbedatum und Sterbeort sind jedoch, soweit bekannt, in einem seit 2013 online einsehbaren Register gespeichert; die Särge sind mit Nummern versehen und lokalisierbar. Falls Angehörige der Verstorbenen später für ein reguläres Begräbnis aufkommen möchten, finanziert die Stadt New York die Exhumierung. Das geschieht im Schnitt rund 40 Mal jährlich.
Auch während der Covid-19-Pandemie wurden die nicht abgeholten Toten aus den New Yorker Leichenhallen auf Hart Island begraben; die Massenbestattungen weckten in Deutschland starkes Medieninteresse, wobei teilweise der Eindruck entstand, es handle sich um eine erst durch die Pandemie notwendig gewordene Praxis.
Zwischen März und Juni 2020 stieg die Zahl der auf Hart Island Beigesetzten. Entgegen anfänglichen anderslautenden Aussagen wurden dort jedoch weiterhin nur Tote bestattet, deren Angehörige keine reguläre Bestattung organisieren konnten oder wollten. Amerikanische Medien führten den Anstieg auch auf die von 30 auf 14 Tage verkürzte Frist zur Abholung Verstorbener aus den öffentlichen Leichenhallen zurück. In den 16 Wochen zwischen 9. März und 27. Juni wurden auf Hart Island 894 Tote beerdigt. Das sind wöchentlich im Schnitt 56 Tote – eine deutliche Erhöhung gegenüber dem durchschnittlichen Wochenwert von 21 im Jahr 2019. Der höchste Wert (138 Beerdigungen) wurde für die Woche vom 6. bis 12. April gemeldet.
Nachdem im März weiterhin Strafgefangene als Totengräber eingesetzt worden waren, beauftragte die Stadt New York im Zusammenhang mit dem Coronavirus-Ausbruch im Gefängnis Rikers Island ab 6. April eine private Landschaftsbaufirma mit der Durchführung der Beerdigungen.

### Bekannte Verstorbene
Die amerikanische Romanautorin Dawn Powell wurde hier im Jahre 1970, fünf Jahre nach ihrem Tod, bestattet, der ehemalige Disney-Kinderstar Bobby Driscoll wurde 1968 ebenfalls in Potter’s Field beerdigt, er war einsam und verarmt verstorben.

## Denkmal und Raketenbasis
Zusätzlich zum Potter’s Field gibt es am Nordende der Insel ein Denkmal. Ein hochkant stehender weißer Quader mit einem Kruzifix wurde von New Yorker Strafgefangenen zu Ehren der unbekannten Toten errichtet. Außerdem befinden sich in der Nähe des Denkmals außer Dienst gestellte Raketensilos für Nike-Ajax-Raketen, die von 1955 bis 1961 zur US-Militärbasis Fort Slocum gehörten, die sich auf Davids Island befand.

## Besichtigung

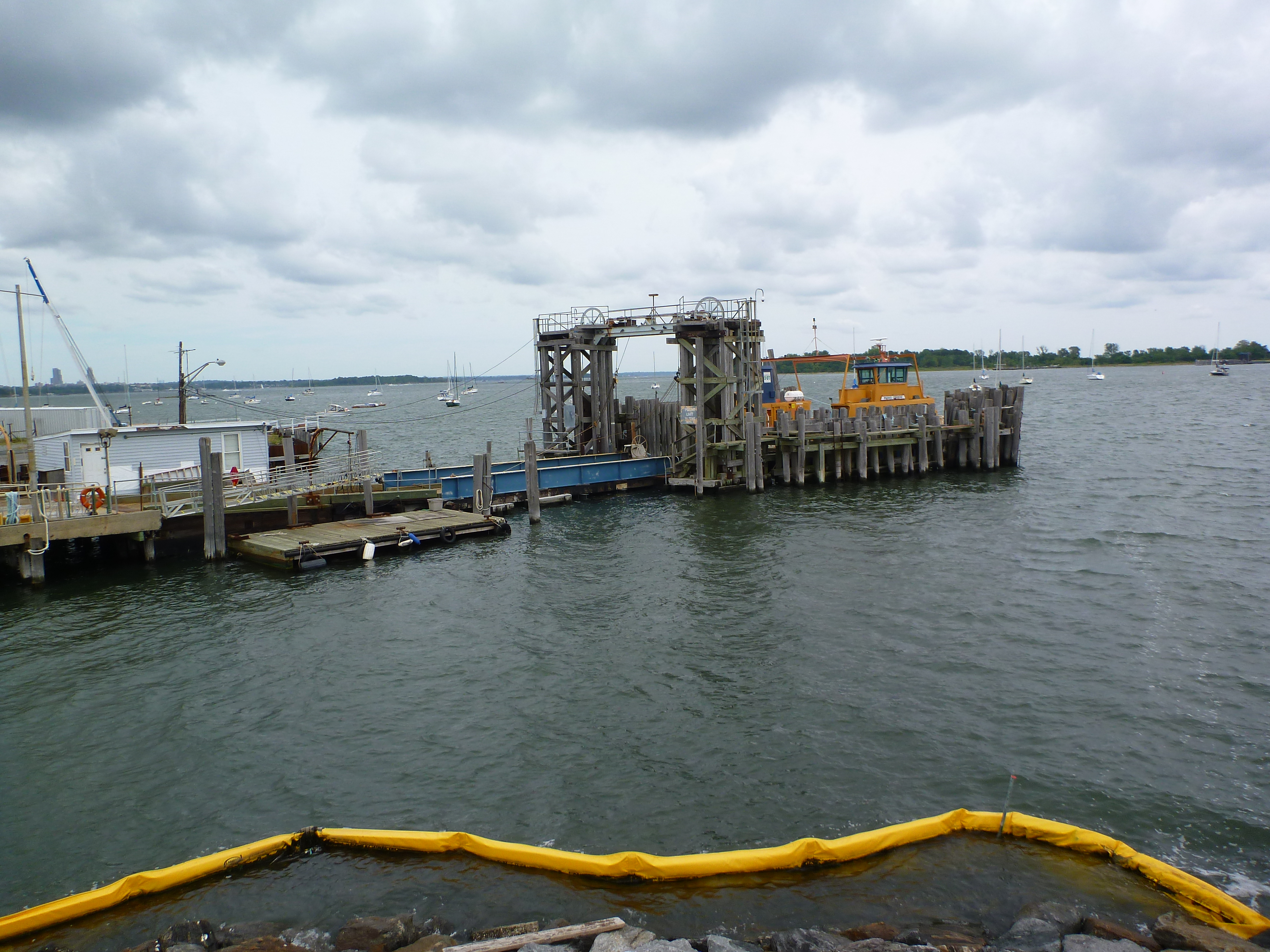
Fordham Street Pier und Fähre auf City Island nach Hart Island

Die New Yorker Gefängnisbehörde (New York City Department of Corrections), die den Friedhof auf Hart Island verwaltet, betreibt eine Fähre, die die Insel und den Fordham Street Pier auf City Island verbindet. Jedoch sind Hart Island und der Pier Sperrgebiet. Ein unbefugtes Betreten ist strafbar und kann mit einer Geldbuße von 600 Dollar und einem Jahr Gefängnis geahndet werden.
Die Gefängnisbehörde bietet für den Friedhof einmal im Monat einen öffentlichen Besuchstermin an, bei dem das Gelände von einem Aussichtspunkt in der Nähe der Fähranlegestelle überblickt werden kann. Angehörige können zudem an zwei Terminen im Monat Grabbesuche beantragen. (Während der COVID-19-Pandemie sind diese Besuchsmöglichkeiten ausgesetzt.) Um die Durchsetzung der Zugänglichkeit für jedermann und die Aufhebung der Anonymität der Bestattungen bemüht sich die private Initiative Hart Island Project.
Im November 2019 wurde beschlossen, die Verwaltung der Insel der New Yorker Parkbehörde zu überantworten; in diesem Zusammenhang gibt es Pläne, das Gelände neu zu gestalten und uneingeschränkt für die Öffentlichkeit zugänglich zu machen.

## Sonstiges
Im Roman Gideon’s sword von Douglas Preston und Lincoln Child findet der „Endkampf“ des Protagonisten Gideon Crew auf der Insel statt.
Der Showdown des Films Sag’ kein Wort (2001) spielt auf Potter’s Field.

## Film
Hart Island – Insel der Toten. Dokumentation. Deutschland 2001. 30 Min. Von Peter Schubert (Drehbuch und Regie) und Berthold Schweiz (Kamera).